# Bisdom Kimberley
Het bisdom Kimberley (Latijn: Dioecesis Kimberleyensis) is een rooms-katholiek bisdom met als zetel Kimberley, hoofdstad van de provincie Noord-Kaap in Zuid-Afrika. Het bisdom is suffragaan aan het aartsbisdom Bloemfontein.

## Geschiedenis
Het bisdom werd opgericht op 4 juni 1886, als het apostolisch vicariaat Kimberley in Orange, uit de apostolische vicariaten Cape of Good Hope, Eastern District en Natal. In 1918 veranderde het van naam naar Kimberley in South Africa, waarna het op 11 januari 1951 een bisdom werd, met de naam Kimberley. 
Het bisdom verloor meermaals gebied door de oprichting van de apostolische prefecturen Basutoland (1894) en Kroonstad (1923), het apostolisch vicariaat Pretoria (1948), het aartsbisdom Bloemfontein (1951), en de apostolische prefectuur Bechuanaland (1959). 

## Parochies
In 2019 telde het bisdom 23 parochies. Het bisdom had in 2019 een oppervlakte van 123.053 km2 en telde 2.241.500 inwoners waarvan 8,9% rooms-katholiek was.

## Bisschoppen
- Anthony Gaughren (8 juni 1886 - 15 januari 1901)
- Matthew Gaughren (23 januari 1902 - 1 juni 1914)
- Herman Joseph Meysing (19 december 1929 - 11 januari 1951)
- John Boekenfoehr (24 maart 1953 - 1 juli 1974)
- Erwin Hecht (1 juli 1974 - 15 december 2009)
- Abel Doctor Gabuza (23 december 2010 - 9 december 2018)
- Duncan Theodore Tsoke (3 maart 2021 - heden)